# امیر محمود (ژنرال)
امیر محمود (۲۱ فوریه ۱۹۲۳–۲۱ آوریل ۱۹۹۵)  یک ژنرال نظامی اندونزیایی بود که شاهد عینی امضای سند سوپرسمار برای انتقال قدرت از رئیس‌جمهور سوکارنو به ژنرال سوهارتو بود.
امیر محمود در ۲۱ فوریه ۱۹۲۳ در سیماهی، جاوه غربی به دنیا آمد. او دومین نفر از پنج خواهر و برادر بود و پدرش برای یک شرکت دولتی تحت دولت استعماری هلند کار می‌کرد.